# Balvèr
Balvèr (en francès Belvédère) és un municipi francès situat al departament dels Alps Marítims i a la regió de Provença – Alps – Costa Blava.

## Demografia
| 1962                                       | 1968 | 1975 | 1982 | 1990 | 1999 | 2006 |
| ------------------------------------------ | ---- | ---- | ---- | ---- | ---- | ---- |
| 631                                        | 501  | 430  | 536  | 519  | 495  | 683  |
| Des de 1962: població sense dobles comptes |      |      |      |      |      |      |

## Administració
| Període   | Identitat                          | Partit | Qualitat                           |  |
| --------- | ---------------------------------- | ------ | ---------------------------------- |  |
| 1794      | Louis Giacobi                      | -      | -                                  |  |
| 1794      | Louis Ravetto                      | -      | -                                  |  |
| 1795      | Louis Prosa                        | -      | -                                  |  |
| 1795      | Louis Guigo                        | -      | -                                  |  |
| 1795      | Louis Ravetto                      | -      | -                                  |  |
| Any VIII  | Paul-François Laurenti             | -      | -                                  |  |
| 1807      | Louis Giacobi                      | -      | -                                  |  |
| 1810      | Gilette                            | -      | -                                  |  |
| 1811      | Antoine-François Castelli Castelli | -      | -                                  |  |
| 1813      | Joseph Castelli                    | -      | -                                  |  |
| 1814      | Jean-André Guigoni                 | -      | Síndic                             |  |
| 1815      | Pierre-Louis Castelli              | -      | Síndic                             |  |
| 1818      | Jean-André Laurenti                | -      | Síndic                             |  |
| 1819      | Louis Giacobi                      | -      | Síndic                             |  |
| 1820      | Antoine-François Cristini          | -      | Síndic                             |  |
| 1821      | Charles Giacobi                    | -      | Síndic                             |  |
| 1823      | Joseph Castelli                    | -      | Síndic                             |  |
| 1825      | Jean-Baptiste Laurenti             | -      | Síndic                             |  |
| 1829      | Charles Giacobi                    | -      | Síndic                             |  |
| 1831      | François Galchier                  | -      | Síndic                             |  |
| 1833      | André Baldoni                      | -      | Síndic                             |  |
| 1835      | Antoine Cristini                   | -      | Síndic                             |  |
| 1837      | François Baldoni                   | -      | Síndic                             |  |
| 1846      | Franck Andrea                      | -      | Síndic                             |  |
| 1852      | Alexandre Giletta                  | -      | Síndic                             |  |
| 1855      | Anacleto Ruffi                     | -      | Síndic                             |  |
| 1856      | Jean-André Richéris                | -      | Síndic                             |  |
| 1860      | Jean-André Richéris                | -      | -                                  |  |
| 1861      | François Baldoni                   | -      | -                                  |  |
| 1862      | Victor Franco                      | -      | -                                  |  |
| 1871      | Jean-André Richéris                | -      | President de la comissió municipal |  |
| 1871      | Jean-André Richéris                | -      | -                                  |  |
| 1878      | Adolphe Castellan                  | -      | -                                  |  |
| 1881      | Jean-André Richéris                | -      | -                                  |  |
| 1887      | Adolphe Castellan                  | -      | -                                  |  |
| 1888      | Eugène Castelli                    | -      | -                                  |  |
| 1892      | Gaspart Laurenti                   | -      | -                                  |  |
| 1894      | Benjamin Franco                    | -      | -                                  |  |
| 1896      | Eugène Castelli                    | -      | -                                  |  |
| 1912      | Constant Castellan                 | -      | -                                  |  |
| 1919      | François Pavy                      | -      | -                                  |  |
| 1932      | Félix Robini                       | -      | -                                  |  |
| 1944      | Joseph Giuge                       | -      | President de la delegació especial |  |
| 1945      | Denis Lambert                      | -      | -                                  |  |
| 1947      | Joseph Baldoni                     | -      | -                                  |  |
| 1960      | Arthur Guigonis                    | -      | -                                  |  |
| 1965-2001 | Romain Maurel                      | PCF    | -                                  |  |
| 2001-2008 | Pierre Rainard                     | DVG    | -                                  |  |
| 2008-     | Paul Burro                         | DVD    | -                                  |  |